# Елена Ольгердовна
Елена Ольгердовна (1350-е — 15 сентября 1438 или 15 сентября 1437, Москва) — дочь великого князя литовского Ольгерда от второго брака с Иулианией Тверской. Супруга Владимира Андреевича Серпуховского.

## Биография
Отличалась мудростью и рачительностью, после смерти своего мужа в качестве одной из первых женщин Московской Руси самостоятельно управляла оставленными ей в завещании волостями, а также играла важную роль в управлении Москвой. В 1426 году эпидемия чёрной оспы унесла большую часть её семьи, из-за чего престарелая княгиня удалилась в Богородицко-Рождественский монастырь на Рву, приняв иноческий постриг с именем Евпраксия.

## Дети
- Андрей (Старший) — умер в младенчестве[3]
- Иван (1381—1422) — князь Серпуховской (1410—1422);
- Симеон (ум. 1426) — князь Боровский (1410—1425), князь Серпуховской (1422—1426);
- Ярослав (Афанасий) (18 января 1388/1389 — 16 августа 1426) — князь Малоярославецкий («боровско-ярославецкий» от Ярославля боровского) (1410—1426);
- Василий (9 июля 1394 — 1427) — князь Перемышльский и Углицкий (1410−1427);
- Федор (16 января 1390 — 1390)[3];
- Андрей (Младший) (ум. 1426) — князь Серпуховской, Радонежский, Боровский.

## В культуре
Является персонажем романа Николая Полевого «Клятва при гробе Господнем. Русская быль XV века» (1832).